# Sonderpädagogisches Förderzentrum Eichstätt
Das Sonderpädagogische Förderzentrum (seit 2016: Schule an der Altmühl) in Eichstätt wurde 1944 als „Hilfsschule“ am Leonrodplatz gegründet. Förderschwerpunkte sind die Bereiche Lernen, Sprache und emotional-soziale Entwicklung. Neben der Schule in Eichstätt gibt es noch eine Außenstelle in Beilngries.

## Lage
Das Förderzentrum befindet sich in Eichstätt im Bereich des Schulzentrums Schottenau in der Schottenau 10A und in der Römerstraße 14.

## Architektur
Die zwei Gebäude wurden 1993 nach Plänen von Schunck + Partner und 2002 nach Plänen von Diezinger und Kramer errichtet.
Die Bauzeit des ersten Gebäudes lag zwischen 1992 und 1993 und die des zweiten zwischen 1999 und 2002. Das erste Bauwerk wurde vom international tätigen Architekturfotografen Klaus Kinold fotografisch dokumentiert und das zweite von Stefan Müller-Naumann.
Bauwerk 1993
Der Münchner Professor Schunck und seine Partner Dieter Ullrich und Norbert Krausen entwarfen ein Gebäude mit einfachen Materialien. Die Schule steht in direkter Nähe zum Willibald-Gymnasium auf einem beengten Grundstück. Der südliche zweigeschossige – mit den Klassen und Gruppenräumen – und der nördliche – mit Lehrerzimmer und Verwaltung – belegte Baukörper nehmen die Richtungen der umliegenden Häuser auf und bilden einen keilförmigen, sich nach Osten weitenden Zwischenraum, die Pausenhalle. Das Haus öffnet sich nach Süden, zu den Spiel- und Pausenflächen mit einer filigranen Metallfassade. Nord-, Ost- und Westseite sind geschlossen ausgebildet.
Das Ingolstädter Ingenieurbüro Martinka + Grad zeichnete verantwortlich für die Tragwerksplanung.
Bauwerk 2002

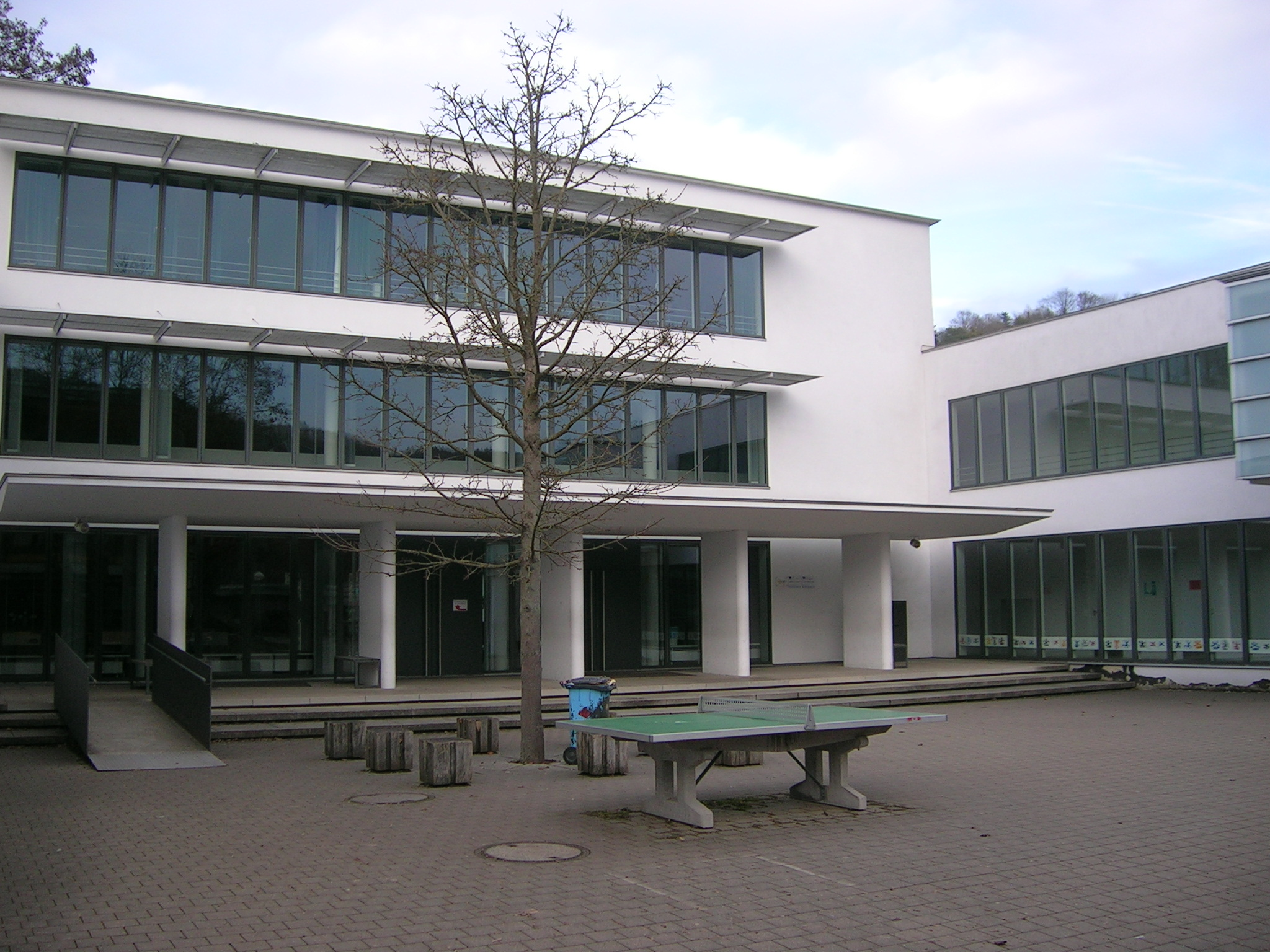
Hofsituation

Eine geschlossene Nordfassade schließt vor dem Straßenverkehr ab. Drei Höfe öffnen sich Richtung Süden. Verbunden ist der dreigeschossige kammartige Bau über einen Brückensteg mit dem 1993 errichteten Bau.
Farbkünstler am Bau war Herbert Kopp. Landschaftsarchitektur wurde gezeichnet vom Nürnberger Büro Adler & Olesch. Die Pfünzer Lichtplaner Bamberger waren verantwortlich für die Planung der Licht-, Kommunikations- und Elektrotechnik. Bauingenieur war Muckingenieure.

## Auszeichnungen und Preise
- 1995: Architekturpreis Beton für Schunck + Partner
- 2002: Anerkennung – Gestaltungspreis der Wüstenrot Stiftung für Diezinger & Kramer[12]